# Sameodesma
Sameodesma és un gènere d'arnes de la família Crambidae descrit per George Hampson el 1918.

## Taxonomia
- Sameodesma undilinealis Hampson, 1918
- Sameodesma xanthocraspia (Hampson, 1913)